# Joaquín Robles López
Joaquín Robles López (Moratalla, Región de Murcia, 8 de junio de 1964) es un político español. Diputado por Vox en el Congreso de los Diputados en representación de la circunscripción de Murcia (desde 2019).

## Biografía
Joaquín Robles nació en la localidad murciana de Moratalla (1964). Tras licenciarse en Filosofía en la Universidad de Murcia, trabajó como profesor  en el Instituto de Educación Secundaria San Juan de la Cruz, en la localidad de Caravaca de la Cruz (Murcia). Ha sido Investigador asociado de la Fundación Gustavo Bueno; Delegado de la Fundación DENAES en Murcia (2007-2010), y Secretario del Patronato de DENAES (2014-2015).
Colabora habitualmente en las revistas de filosofía El basilisco y El catoblepas.

### Carrera política
En las elecciones generales españolas de abril de 2019, se presentó como candidato del partido en la circunscripción de Murcia, siendo elegido miembro del Congreso de los Diputados. Fue reelegido nuevamente en las elecciones generales de noviembre de 2019y en las de julio de 2023.
Entre otros cargos en el Congreso de los Diputados, es: portavoz de la Comisión de Educación y Formación Profesional (desde 2019); y portavoz de la Comisión de Cultura (desde 2023).